# Life (álbum de Yo Gotti)
Life es el primer álbum de estudio del rapero estadounidense Yo Gotti. Fue lanzado el 13 de mayo de 2003, por TVT Records.

## Lista de canciones
| N.º | Título                                                                        | Producer(s) | Duración |  |
| 1.  | «Intro»                                                                       |             | 3:56     |  |
| 2.  | «All I Ever Wanted to Do» (con Kia Shine)                                     |             | 4:03     |  |
| 3.  | «Sell My Dope»                                                                |             | 4:24     |  |
| 4.  | «Dirty South Soldiers» (con Lil Jon)                                          |             | 4:57     |  |
| 5.  | «Reppin' North Memphis»                                                       |             | 3:06     |  |
| 6.  | «Str8 from da North»                                                          |             | 4:35     |  |
| 7.  | «Get Down» (con Lil' Flip)                                                    |             | 4:12     |  |
| 8.  | «After I Fuck Ya Bitch (Remix)»                                               |             | 4:37     |  |
| 9.  | «Entering the Game»                                                           |             | 3:52     |  |
| 10. | «Life»                                                                        |             | 4:07     |  |
| 11. | «9 to 5»                                                                      |             | 3:17     |  |
| 12. | «Breakaman»                                                                   |             | 4:22     |  |
| 13. | «Shake It» (con Rich Burn)                                                    |             | 2:56     |  |
| 14. | «Look at Old Girl» (con Block Burnaz)                                         |             | 4:50     |  |
| 15. | «On da Grind»                                                                 |             | 3:22     |  |
| 16. | «U Understand»                                                                |             | 4:53     |  |
| 17. | «Mr. Tell It»                                                                 |             | 4:49     |  |
| 18. | «Dirty South Soldiers (Rap Hustlaz Remix)» (con Lil Jon, V-Slash & Kia Shine) |             | 5:38     |  |
| 19. | «Pop Kone» (con Lil Jon)                                                      |             | 3:44     |  |

## Recepción crítica
El escritor de Allmusic Jason Brichmeier calificó al álbum con tres estrellas, y lo describió como "típico del género". Matt González de PopMatters también le dio al álbum una tibia revisión, la visualización de Yo Gotti como "liricalmente indistinguible de un mar de amargura, de los raperos street-hustling exactamente iguales. Geoff Harkness, escritor de The Pitch consideraron que las letras de Gotti, pero opino que "reproducen instrumentales, el viejo "Dirty South" shout-outs y Gotti la mecánica de entrega obstaculizaron el álbum más allá de la reparación. El Memphis Flyer comento sobre la "producción vintage Def Jam-style" y "R&B hooks", y visto el álbum como revelando "una amplia gama musical y emocional de las opciones que generalmente se escuchan en Memphis". La escritora del New York Times, Kelefa Sanneh define el álbum como una joya no celebrada.
Varias revisiones comentaron sobre el arte de la cubierta, con González indicando que a partir de la portada podría estar equivocada "para un Wayan Brothers cruficando al desgastado convenio de rap hardcore. Harkness describe la cubierta como una muestra de Yo Gotti "Rodeado de elegantes coches, incrustado con diamantes y un montón de billetes de $100 no es exactamente indicadores de que las canciones sobre el actual clima político o edificación espiritual del auto se encuentra en su interior.